# Albin Siwak
Albin Siwak (ur. 27 stycznia 1933 w Wołominie, zm. 4 kwietnia 2019 w Warszawie) – polski robotnik, polityk i związkowiec komunistyczny, autor książek wspomnieniowych oraz działacz społeczny. Członek Biura Politycznego KC PZPR w latach 1981–1986 oraz radca ambasady PRL w Trypolisie w latach 1986–1990.

## Życiorys

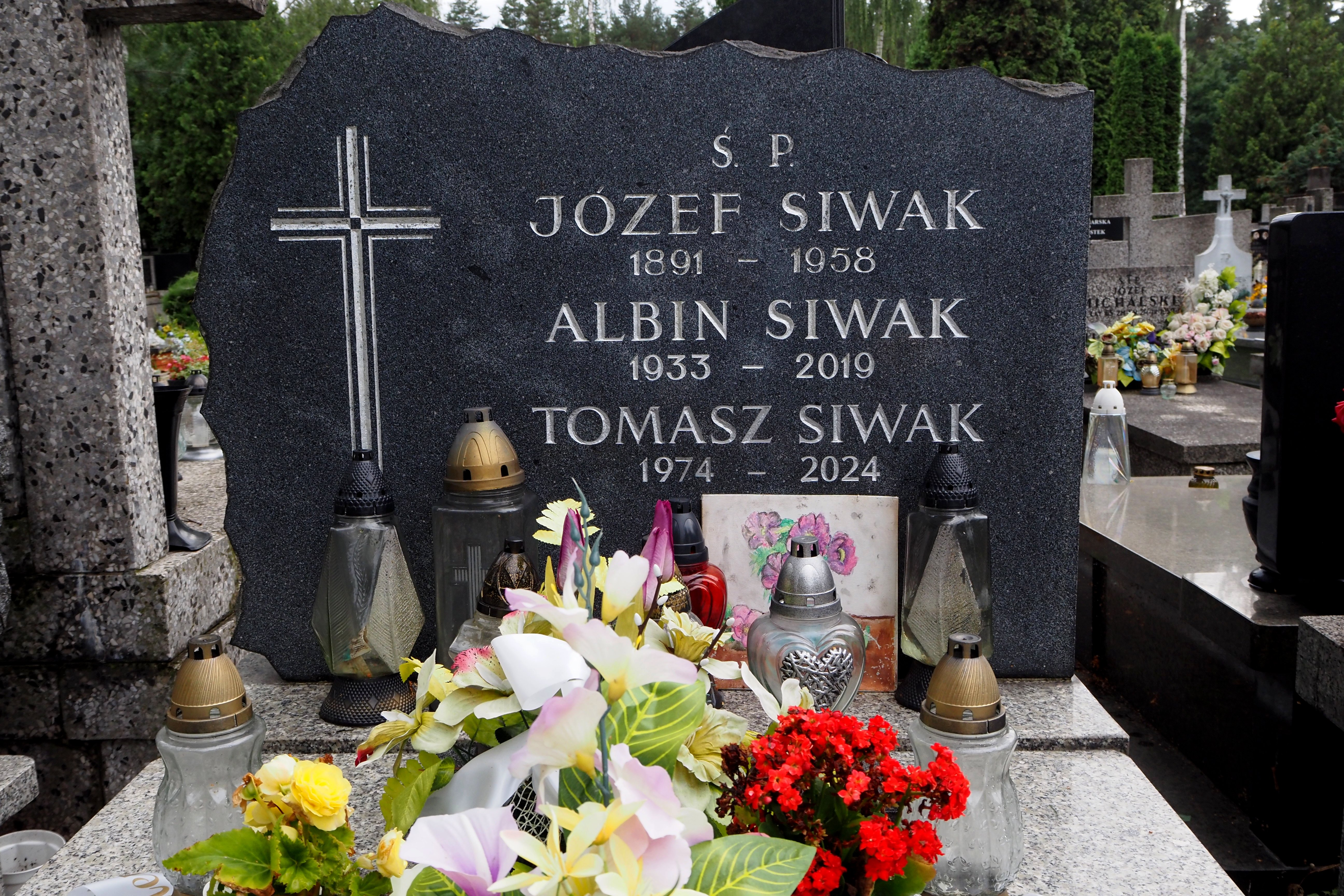
Grób Albina Siwaka na Cmentarzu w Rembertowie

Syn Józefa i Czesławy z domu Mielczarek. Urodził się w Wołominie. W 1935 r. razem z rodziną przeprowadził się na warszawską Pragę. Jego ojciec był mistrzem budowlanym oraz członkiem Polskiej Partii Socjalistycznej, matka pracowała jako gospodyni domowa. Okres okupacji niemieckiej spędził wraz z rodziną w Warszawie. W 1944 został ranny, w wyniku wybuchu granatu stracił oko i palce. Po zakończeniu wojny razem z ojcem wyjechał na Ziemie Odzyskane, gdzie we wsi Lutry Józef Siwak otrzymał stanowisko wójta. Ukończył siedem klas szkoły podstawowej. W 1950 r. wyjechał w poszukiwaniu pracy do Warszawy. Został skierowany do brygady murarskiej na MDM-ie. Szybko stał się przodownikiem pracy i awansowano go na brygadzistę w Zakładzie Robót Montażowych Kombinatu Budownictwa Miejskiego „Warszawa-Wschód”. Należał do Powszechnej Organizacji „Służba Polsce”. W jej szeregach pracował przy budowie Nowej Huty. Wielokrotnie wyróżniany wysokimi odznaczeniami państwowymi także po zakończeniu innych większych budów, w których brał udział. Zmarł 4 kwietnia 2019 r.

## Działalność polityczna

### PRL
Od lat 50. XX w. był aktywnym działaczem w związkach zawodowych. W 1968 r. wstąpił do Polskiej Zjednoczonej Partii Robotniczej. W PZPR związał się z nieformalną narodowo-komunistyczną frakcją tzw. „moczarowców”. Delegat na VIII, IX i X Zjazd PZPR. W latach 1972–1981 pełnił funkcję I sekretarza POP w Zakładzie Robót Montażowych Kombinatu Budowlanego „Warszawa-Wschód” (pracował tam od 1953). Był członkiem Komitetu Warszawskiego, a od 1978 r. należał do jego egzekutywy. W latach 1980–1982 był wiceprzewodniczącym Zarządu Głównego Niezależnego Związku Zawodowego Budowlanych, Przemysłu Budowlanego i Spółdzielczości Mieszkaniowej. W 1979 r. Kongres Związków Zawodowych wybrał go na członka Światowej Federacji Związków Zawodowych.
6 października 1980 r. został zastępcą członka Komitetu Centralnego PZPR. Był członkiem Komitetu Centralnego PZPR od lipca 1981 do stycznia 1990 (do czasu rozwiązania partii). W latach 1981–1986 członek Biura Politycznego PZPR. W tych latach jednocześnie pełnił funkcję przewodniczącego Komisji Skarg i Interwencji w KC PZPR.

### Lata 80.
W latach 80. XX w., obok m.in. Tadeusza Grabskiego, Stefana Olszowskiego, Stanisława Kociołka i Mirosława Milewskiego, był przedstawicielem frakcji dogmatycznej. Po tzw. karnawale „Solidarności” przestał odgrywać pierwszoplanową rolę w Polskiej Zjednoczonej Partii Robotniczej.
W latach 80. był przeciwnikiem i krytykiem NSZZ „Solidarność”. Oskarżał członków „Solidarności” o przestępstwa kryminalne i posiadanie bardzo dużych majątków. Według biuletynu „Solidarności” 30 września 1980 mówił przedstawicielom reżimowych związków zawodowych, że powstały specjalne jednostki armii i milicji do tłumienia oporu społecznego (w tym do tłumienia działaczy „Solidarności”). Według relacji siły te miały zostać wykorzystane w okolicach grudnia 1980 r., kiedy PZPR spodziewała się spadku poparcia dla „Solidarności”. W przekazie Siwak wspomniał o sześcioosobowym Komitecie Ocalenia Narodowego z Wojciechem Jaruzelskim i Czesławem Kiszczakiem na czele. Uważał, że są robotnicy, którzy z powodu presji „Solidarności” popełnili samobójstwo. Sam Siwak tłumaczył, że niesłusznie uznano go za przeciwnika „Solidarności”, gdyż w związku zawodowym byli również jego koledzy. Zaznaczał jednak, że ostrzegał swoich kolegów przed działaczami Komitetu Obrony Robotników. Pomimo swoich poglądów i trudności w wyrażaniu myśli (według niepotwierdzonych informacji, wszystkie przemówienia Siwakowi pisał Ryszard Gontarz) Siwak stał się jednym z czołowych przedstawicieli nurtu robotniczego PZPR, lansowanym przez część partii jako główny przeciwnik Lecha Wałęsy i prawdziwy przedstawiciel robotników. Pod koniec maja 1981 w Telewizji Polskiej ukazał się reportaż krytykujący Siwaka. W odpowiedzi 105 przewodniczących organizacji związkowych z województwa łódzkiego podpisało list w obronie Siwaka. Siwak miał kontakt z radzieckimi związkami zawodowymi oraz otrzymał poparcie Międzynarodowego Zrzeszenia Związków Zawodowych Budownictwa, Przemysłu Drzewnego i Przemysłu Materiałów Budowlanych z siedzibą w Helsinkach.
Siwak wiódł prym w oskarżaniu członków PZPR o nadużycia w partii. Politykę Stanisława Kani oceniał negatywnie. Siwak uważał, że inteligencja jest niepewna pod względem wierności marksizmowi, w przeciwieństwie do klasowo ukształtowanych, lecz prostych robotników. Krytycznie wypowiadał się o nurcie reformatorskim, reprezentowanym m.in. przez wiceprezesa Rady Ministrów i redaktora naczelnego „Polityki” Mieczysława Rakowskiego. Siwak i Rakowski byli często ze sobą porównywani. Zdaniem Siwaka Rakowski miał skrycie wspierać „Solidarność” oraz prowadził „oportunistyczną i kapitulancką politykę wobec Solidarności i kontrrewolucji”. W odpowiedzi Rakowski wielokrotnie przekonywał Wojciecha Jaruzelskiego, że Siwak swoją aktywnością działa na niekorzyść PZPR. Ponadto Siwak szczególnie niechętnie wyrażał się o prezesie Stowarzyszenia Dziennikarzy Polskich Stefanie Bratkowskim, z którym był skonfliktowany. W obronie Siwaka stawała redakcja tygodnika „Rzeczywistość”.
Był jednym z naczelnych antysemitów w PZPR. W latach 80. sugerował, że Mieczysław Rakowski był Żydem oraz obcym agentem. Głosił, że przedstawiciele „Solidarności” założyli żydowski związek zawodowy, złożony z doradców żydowskich i czerpią informacje z radia izraelskiego. Antysemickie oskarżenia kierował również wobec Stefana Bratkowskiego.
Bronił wprowadzenia stanu wojennego. Uważał, że stan wojenny był kosztem poniesionym za błędy rządu Edwarda Gierka.
W 1986 r. został wiceprezesem Budowlanego Klubu Sportowego „Skra”. Był inicjatorem budowy pomnika „Poległym w Służbie i Obronie Władzy Ludowej” w Warszawie. Od 1986 r. pełnił funkcję radcy ambasady PRL w Trypolisie. W 1987 r. został wybrany na przewodniczącego komitetu ds. trwałego upamiętnienia Polaków poległych w II wojnie światowej w obronie Tobruku i okolicznych miejscach. Odwołany ze swojego stanowiska dyplomatycznego w marcu (według innego źródła w styczniu) 1990 r. przez ministra spraw zagranicznych Krzysztofa Skubiszewskiego.

### III RP
Po 1990 r. był członkiem Socjaldemokracji Rzeczypospolitej Polskiej. Z partii został usunięty po konflikcie z Leszkiem Millerem. Związał się na krótki czas ze Stronnictwem Narodowym „Ojczyzna”. Na emeryturze zajął się działalnością pisarską i publicystyczną. Był członkiem zarządu Społecznego Komitetu Obrony Symboli Pamięci Ofiar Wojen.
Pod koniec życia związał się z turbosłowianami. Głosił, że odnalazł ślady państwa lechickiego w Libii.

## Albin Siwak w kulturze
Ze względu na wzbudzane kontrowersje oraz braki w edukacji, w latach 80. Albin Siwak stał się tematem dowcipów i ataków personalnych. Większość żartów i ataków odnosiła się do jego inwalidztwa. Stefan Bratkowski nazwał go Falconettim (od postaci z serialu Pogoda dla bogaczy, która miała szklane oko), za co frakcja liberalna domagała się od Bratkowskiego przeproszenia Siwaka. Podczas I Ogólnopolskiego Przeglądu Piosenki Prawdziwej pt. „Zakazane piosenki” Maciej Zembaty wykonał piosenkę Brygadzista Albin. Z Siwaka żartował również Jacek Fedorowicz. Jego wyuczony zawód (betoniarz) nabrał podwójnego znaczenia i kojarzył się przede wszystkim z partyjnym „betonem” niż z zawodem. W reakcji na dowcipy w sierpniu 1981 r. Siwak powiedział, że gorsze jest kalectwo umysłowe od fizycznego. Ataki na Siwaka relacjonowała szczegółowo wschodnioniemiecka prasa. „Neues Deutschland” informowało, że pod domem Siwaka zgromadzeni chuligani obrażali go i obrzucali kamieniami.
W 2001 r. powstał film dokumentalny Ja, robotnik budowlany (reżyseria Maria Zmarz-Koczanowicz, scenariusz Teresa Torańska), poświęcony Albinowi Siwakowi.

## Życie prywatne
Żonaty, miał trójkę dzieci. Mieszkał w Rembertowie. Został pochowany na tamtejszym cmentarzu.

## Ordery i odznaczenia
- Krzyż Oficerski Orderu Odrodzenia Polski (1984)[2]
- Krzyż Kawalerski Orderu Odrodzenia Polski (1980)[potrzebny przypis]
- Złoty Krzyż Zasługi (1974)[2]
- Srebrny Krzyż Zasługi (1969)[potrzebny przypis]
- Brązowy Krzyż Zasługi (1957)[potrzebny przypis]
- Złota Syrenka za Odbudowę Stolicy (1971)[potrzebny przypis]
- Złota odznaka honorowa „Za Zasługi dla Warszawy” (1972)[39]
- Złota Odznaka „Zasłużony dla Budownictwa i Przemysłu Materiałów Budowlanych”[potrzebny przypis]
- Złota Odznaka „Zasłużony działacz związkowy”[potrzebny przypis]
- Złota Odznaka „Zasłużony wychowawca młodzieży” (1980)[potrzebny przypis]
- Złota Odznaka „Zasłużony dla KBM Warszawa Wschód”[potrzebny przypis]
- Złoty Medal „Opiekuna Miejsc Pamięci Narodowej” (1987, przyznany przez Radę Ochrony Pomników Walki i Męczeństwa)[potrzebny przypis]
- Człowiek roku w TVP (1979)[potrzebny przypis]
- Medal 100 Rocznicy Urodzin Georgi Dymitrowa (Bułgaria, 1983)[40]
- Medal jubileuszowy „Czterdziestolecia zwycięstwa w Wielkiej Wojnie Ojczyźnianej 1941–1945” (ZSRR, 1985)[41]

## Publikacje
- Od łopaty do dyplomaty. Wydawnictwo Projekt, Warszawa 2000. ISBN 83-87168-21-1.
- Rozdarte życie. Wydawnictwo Projekt, Warszawa 2000. ISBN 83-87168-23-8.
- Trwałe ślady. Wydawnictwo Żywe Kamienie, Toruń 2002. ISBN 978-83-913800-2-4.
- Historie niewiarygodnie prawdziwe z zakątka Warmii. Wydawnictwo Regionalista, Olsztyn 2009. ISBN 978-83-927282-3-8[5]
- Bez strachu tom I, Printed by Europa, 2008.
- Bez strachu tom II, Warszawa 2009. ISBN 978-83-930071-2-7.
- Bez strachu tom III, Warszawa 2011. ISBN 978-83-930071-3-4.
- Chciałbym dożyć takich dni, Warszawa 2013. ISBN 978-83-930071-4-1.
- Syndrom gotowanej żaby, Warszawa 2015. ISBN 978-83-930071-1-0.
- Utajniony wyrok, Warszawa 2018. ISBN 978-83-930071-6-5.